# GO FOR IT!!
《GO FOR IT!!》是日本的女歌手西野加奈的第18張單曲，在2012年7月25日由SME Records Inc.發售。

## 概要
- 「GO FOR IT!!」是山崎麵包「ランチパック」的電視廣告歌曲。[1]
- 此單曲有2個版本，分別有「初回限定盤」和「通常盤」。「初回限定盤」收錄了「The Nishino Family Party 2012 ~ Digest」的片段。[2]
- 在8月6日於ORICON公信榜单曲週排行榜取得第7位。[3]
- 在7月24日於RIAJ付費音樂下載榜週排行榜取得第1位，繼「我們的歌」後第12張RIAJ付費音樂下載榜每周銷量排名第一的單曲。此外，此單曲於全曲下載拿下金（10萬）銷量。
- 在第54屆日本唱片大獎獲得「優秀作品獎」，同年年末在第63回NHK紅白歌合戰演唱其歌曲。[4]

## 收錄內容

### CD
1. GO FOR IT!!
（作詞：Kana Nishino / 作曲：FAST LANE）
2. TALK TO ME
（作詞：Kana Nishino / 作曲：DJ Mass、hiro:n、Kyoko Osako　編曲：DJ Mass、Toshihiro Takita　コーラスアレンジ：Tomoyuki Ogawa）
3. SUMMER TIME
（作詞：Kana Nishino / 作曲：SKY BEATZ、Jeff Miyahara、KGB、GJW）

### DVD
1. The Nishino Family Party 2012 ~ Digest

1. ↑  . ORICON NEWS.   [2024-07-15]. （原始内容存档于2024-07-15）.
2. ↑  . www.hitoradio.com.   [2024-07-15]. （原始内容存档于2024-07-15）.
3. ↑  . ORICON NEWS.   [2024-07-15]. （原始内容存档于2024-12-22）.
4. ↑  . otokake(オトカケ). 2017-12-16  [2024-07-15]. （原始内容存档于2024-07-18） （日语）.